# Psunj Planina
Psunj Planina är en bergskedja i Kroatien. Den ligger i den östra delen av landet, 110 km öster om huvudstaden Zagreb.
Psunj Planina sträcker sig 23,6 km i öst-västlig riktning. Den högsta toppen är Javorovica, 912 meter över havet.
Topografiskt ingår följande toppar i Psunj Planina:
- Čardak
- Javorovica
- Konjska Glava